# Хайнрих фон Вюртемберг
Хайнрих фон Вюртемберг (на немски: Heinrich von Württemberg; * 7 септември 1448, Щутгарт, Вюртемберг; † 15 април 1519, замък Хоенурах, Бад Урах) от род Дом Вюртемберг, е граф на Вюртемберг-Мьомпелгард от 1473 до 1482 г.

## Живот
Той е вторият син на граф Улрих V Многообичания от Вюртемберг-Щутгарт (1413 – 1480) и втората му съпруга Елизабет от Бавария-Ландсхут (1419 – 1451).
Хайнрих е определен първо за духовническа кариера. През 1461 г. става ръководител на манастирите в Майнц и от 1464 г. в Айхщет. На 17 август 1467 г. той трябва да напусне службата като coadjutor, но запазва титлата.
На 12 юли 1473 г. Хайнрих успява да получи Графство Мьомпелгард заедно с някои собствености в Елзас. Заради това има конфликти с херцог Карл Смели от Бургундия. Той го залавя през 1474 г. при Мец и го затваря в различни затвори. Едва след смъртта на херцог Карл той е освободен през пролетта на 1477 г. и започва служба при ерцхерцог Максимилиан и му помага при борбите против въстаналите в Нидерландия.
За годишна пенсия чрез договор от 26 април 1482 г. той отстъпва Мьомпелгард и бургундските господства на по-големия си брат граф Еберхард II (1447 – 1504). За себе си оставя само тези в Елзас.
Хайнрих отново за кратко е духовник и влиза в манастир в Грюнен Вьорт в Страсбург. През 1485 г. се жени за графиня Елизабет фон Цвайбрюкен-Бич († 17 февруари 1487), дъщеря на Симон IV Векер († 1499), граф на Цвайбрюкен, господар цу Бич и Лихтенберг, която умира в Райхенвайер няколко дена след раждането на сина им Улрих (1487 – 1550).
След нейната смърт той се жени на 21 юли 1488 г. за графиня Ева фон Салм (* ок. 1455; † 1521), дъщеря на граф Йохан V фон Салм († 1485).
Хайнрих вследствие на затвора му постепенно се разболява умствено. Затова неговият братовчед, граф Еберхард I Брадатия, със съгласието на най-близките приятели, го кани през август 1490 г. при себе си в Щутгарт и го затваря в крепостта Хоенурах, след което император Фридрих III определя граф Еберхарт за негов надзорник и грижовник. Хайнрих живее още 29 години като затворник заедно със съпругата си в крепост Хоенурах, също и в Щутгарт. Той умира на 15 април 1519 г.

## Деца
От Елизабет фон Цвайбрюкен-Бич има син:
- Улрих (1487 – 1550), третият херцог на Вюртемберг (1498 – 1550)

От Ева фон Салм има децата:
- Мария (1496 – 1541), ∞ Хайнрих II, херцог на Брауншвайг-Волфенбютел
- Георг I (1498 – 1558), граф на Харбург и на Мьомпелгард